# Tour de Liège
Die Tour de Liège (Le Tour de la Province de Liège; deutsch: Rundfahrt-Lüttich) ist ein Straßenradrennen in Etappen, welches seit 1962 im Juli jeden Jahres in der Provinz Lüttich (Belgien) ausgetragen wird.
Es werden fünf bis sieben Etappen bei einer Gesamtlänge von 600 bis 650 Kilometer gefahren. Etappen und Länge ändern sich jedes Jahr.

## Palmarès
| Jahr | Sieger              |
| ---- | ------------------- |
| 1962 | Julien Stevens      |
| 1963 | Roger Swerts        |
| 1964 | Leopold Heuvelmans  |
| 1965 | Marcel Van Rooy     |
| 1966 | Horst Ruster        |
| 1967 | Henk Hiddinga       |
| 1968 | Willy Van Uytsel    |
| 1969 | Jean-Claude Alary   |
| 1970 | Marcel Sannen       |
| 1971 | Jan Van De Wiele    |
| 1972 | Miloš Hrazdíra      |
| 1973 | Alain Kaye          |
| 1974 | Henk Smits          |
| 1975 | Ferdi Van Den Haute |
| 1976 | René Martens        |
| 1977 | Christian Dumont    |
| 1978 | Daniel Willems      |
| 1979 | Guy Nulens          |
| 1980 | Derek Hunt          |
| 1981 | Herman Winkel       |
| 1982 | Tony De Ridder      |
| 1983 | Rinus Ansems        |
| 1984 | Jan Siemons         |
| 1985 | Bjarne Riis         |

| Jahr | Sieger                |
| ---- | --------------------- |
| 1986 | Ton Zwirs             |
| 1987 | Dirk Meier            |
| 1988 | Pierre Duin           |
| 1989 | Dirk Meier            |
| 1990 | Thomas Liese          |
| 1991 | Raymond Meijs         |
| 1992 | Allen Andersson       |
| 1993 | Aart Vierhouten       |
| 1994 | Koos Moerenhout       |
| 1995 | Stig Guldbaek         |
| 1996 | Danny In ’t Ven       |
| 1997 | Matthé Pronk          |
| 1998 | Jurgen Van Roosbroeck |
| 1999 | Danny In ’t Ven       |
| 2000 | Olivier Penney        |
| 2001 | Stijn Devolder        |
| 2002 | Kevin De Weert        |
| 2003 | Johan Vansummeren     |
| 2004 | Darius Strole         |
| 2005 | Jeroen Boelen         |
| 2006 | Kevin Seeldraeyers    |
| 2007 | Iwajlo Gabrowski      |
| 2008 | Jan Bakelants         |
| 2009 | Thomas Degand         |

| Jahr      | Sieger            |
| --------- | ----------------- |
| 2010      | Gilles Devillers  |
| 2011      | Brian Bulgaç      |
| 2012      | Thomas Sprengers  |
| 2013      | Tom David         |
| 2014      | Wout van Aert     |
| 2015      | Kenneth Van Rooy  |
| 2016      | Kevin De Jonghe   |
| 2017      | Jimmy Janssens    |
| 2018      | Michiel Dieleman  |
| 2019      | Nicolas Cleppe    |
| 2020–2021 | nicht ausgetragen |
| 2022      | Jason Osborne     |
| 2023      | Luca Vergallito   |
| 2024      | Lucas Jacques     |